# Liste der Kulturdenkmäler in Worms-Neuhausen
In der Liste der Kulturdenkmäler in Worms-Neuhausen sind alle Kulturdenkmäler des Stadtteils Worms-Neuhausen aufgeführt. Grundlage ist die Denkmalliste des Landes Rheinland-Pfalz (Stand: 1. Juni 2023).

## Denkmalzonen
| Bezeichnung                                    | Lage | Baujahr | Beschreibung | Bild            |
| ---------------------------------------------- | --- | ------- | --- | --------------- |
| Denkmalzone Gaustraße 60–66                    | Gaustraße 60–66 Lage | 1922–26 | 1922–26 von der Reichseisenbahngesellschaft für Bahnbedienstete errichteter Wohnkomplex mit dreigeschossigen Walmdachbauten                           | Fotos hochladen |
| Denkmalzone Gaustraße/Grenzstraße/Bebelstraße  | Gaustraße 65–75 (ungerade Nummern), Grenzstraße 21–27 (ungerade Nummern), Bebelstraße 85–93 (ungerade Nummern) Lage                                                                                     | 1919–21 | kleine Arbeitersiedlung; dreiteiliger, hufeisenförmiger Mehrfamilienhauskomplex mit Grünflächen, 1919–21                                              | BW              |
| Denkmalzone Siedlung südlich der Amanduskirche | Güterhallenstraße 53–77, Gaustraße 55–63, Konrad-Meit-Platz 3–10, 12, 14 und 16, Johann-Hirt-Straße 1–5, Würdtweinstraße 2–14, Stralenbergstraße 1–13 und 15, Bebelstraße 78–92, Thomasstraße 2–16 Lage | 1921–30 | Häuserzeilen mit Gärten und Grünanlagen, Neubarock, Heimatstil, Bauhausstil, 1921 bis gegen 1930 und Anfang der 1950er Jahre, Architekt Georg Metzler | Fotos hochladen |

## Einzeldenkmäler
| Bezeichnung                                | Lage                                 | Baujahr                            | Beschreibung | Bild                           |
| ------------------------------------------ | ------------------------------------ | ---------------------------------- | --- | ------------------------------ |
| Katholische Pfarrkirche St. Amandus        | Bebelstraße 71 Lage                  |                                    | Saalbau, 1952 in stark reduzierten Formen nach Entwurf von Albert Boßlet; in der Kirche: barockes Kruzifix, spätgotische Bischofsskulptur auf gotischer Konsole, spätgotische Pietà | weitere Bilder Fotos hochladen |
| Wohnhaus                                   | Gaustraße 88 Lage                    | um 1900                            | stattliches späthistoristisches Wohnhaus, Jugendstilmotive, um 1900 | Fotos hochladen                |
| Haus zur Krone                             | Gaustraße 108 Lage                   | zweite Hälfte des 18. Jahrhunderts | fünfachsiger Krüppelwalmdachbau, Rokokomotive, zweite Hälfte des 18. Jahrhunderts | Fotos hochladen                |
| Kriegerdenkmal                             | Gaustraße, Ecke Eckenbertstraße Lage |                                    | Kriegerdenkmal 1914/18; Bronzefigur auf Steinsockel, 1930/1937, Bildhauer David Fahrner (Freudenstadt) | Fotos hochladen                |
| Ehemalige katholische St.-Cyriakus-Kapelle | Kirchgasse 14 Lage                   | 1880                               | klinkerverblendeter neugotischer Saalbau, 1880, Architekt: Dombaumeister Petrus Cuypers (Dombauhütte Mainz), vereinfachend überarbeitet von Architekt Lucas | Fotos hochladen                |
| Denzenmühle                                | Schäferstraße 42 und 44 Lage         | 18. Jahrhundert                    | auch Schäfersmühle; Nr. 44 Mühlengebäude, hufeisenförmiger Komplex, bezeichnet 1880, im Kern aus dem 18. Jahrhundert, mehrgeschossige Ziegelbauten, erstes Viertel des 20. Jahrhunderts, im Nordflügel, nach 1900, zwei Einfahrten und Fensterrahmen, 18. Jahrhundert; Nr. 42 villenartiges Wohnhaus mit Walmdach, 1936; im Hof römischer Sarkophag | BW                             |
| Wohnhaus                                   | Stiftstraße 5 Lage                   | 18. Jahrhundert                    | barockes Wohnhaus, teilweise Fachwerk (verputzt), Krüppelwalmdach, 18. Jahrhundert | BW                             |
| Wohnhaus                                   | Stiftstraße 11 Lage                  | 1750                               | repräsentatives eingeschossiges barockes Wohnhaus mit Mansardkrüppelwalmdach, Torfahrt bezeichnet 1750 | BW                             |
| Evangelische Kirche                        | Stiftstraße 17 Lage                  | 1905/1907                          | barockisierender Saalbau, 1905/1907, Architekt Paul Meißner (Darmstadt); mit Ausstattung | weitere Bilder Fotos hochladen |

## Ehemalige und abgegangene Kulturdenkmäler
Nach dem Erscheinen der Denkmaltopographie 1992 wurde bei den folgenden Kulturdenkmälern der Denkmalschutz aufgehoben (bzw. sie wurden nach 2009 aus dem Denkmalverzeichnis gestrichen) oder sie wurden durch Unglücksfälle zerstört:
| Bezeichnung | Lage               | Baujahr                   | Beschreibung                                                                          | Bild |
| ----------- | ------------------ | ------------------------- | ------------------------------------------------------------------------------------- | ---- |
| Wohnhaus    | Gaustraße 127 Lage | Ende des 18. Jahrhunderts | barocker Krüppelwalmdachbau, teilweise Fachwerk (verputzt), Ende des 18. Jahrhunderts | BW   |